# Oskar Stock (Architekt)
Oskar Stock (* 1906 in Mastrils; † 1988) war ein Schweizer Architekt.

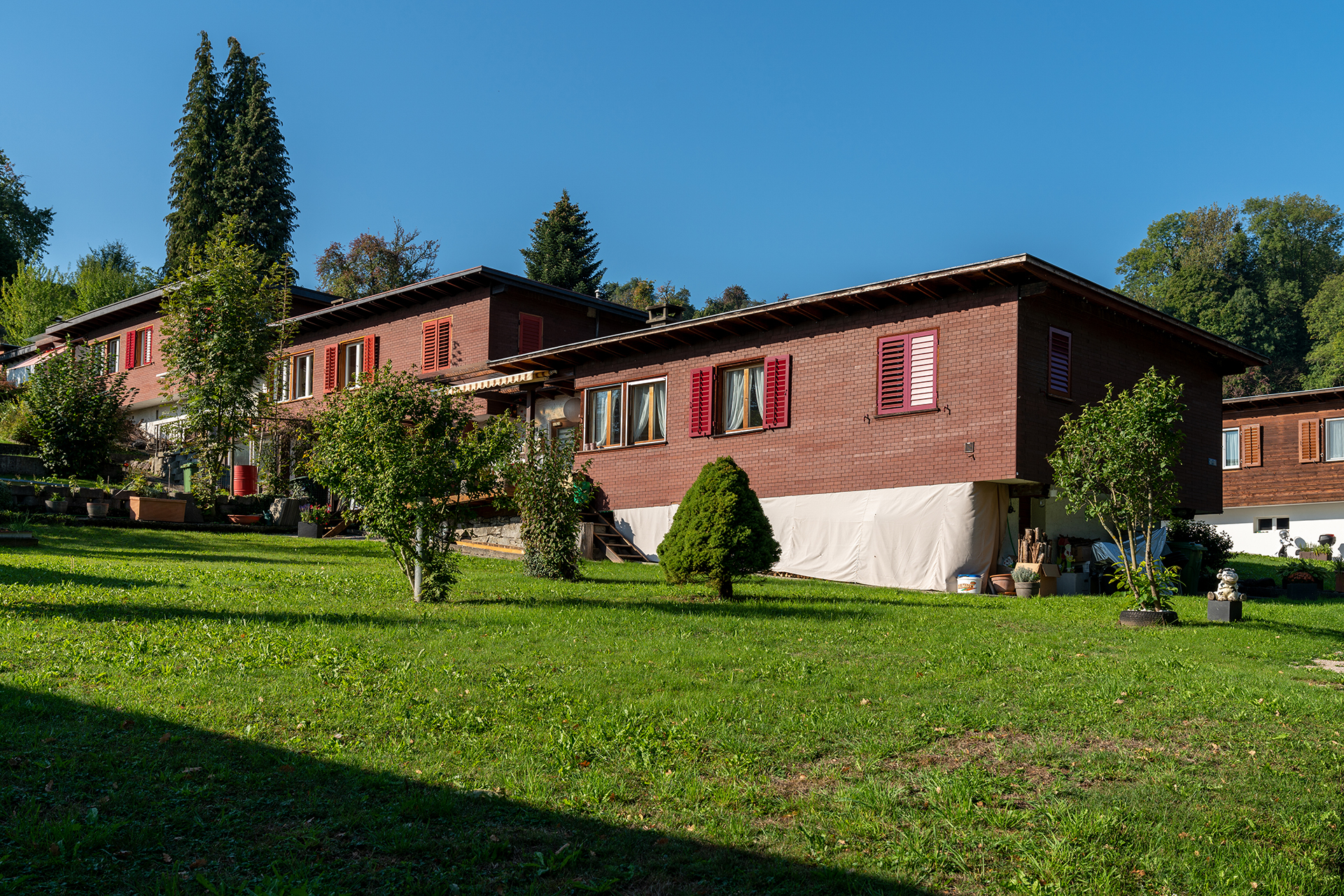
Die Siedlung Gwad in Wädenswil von 1943

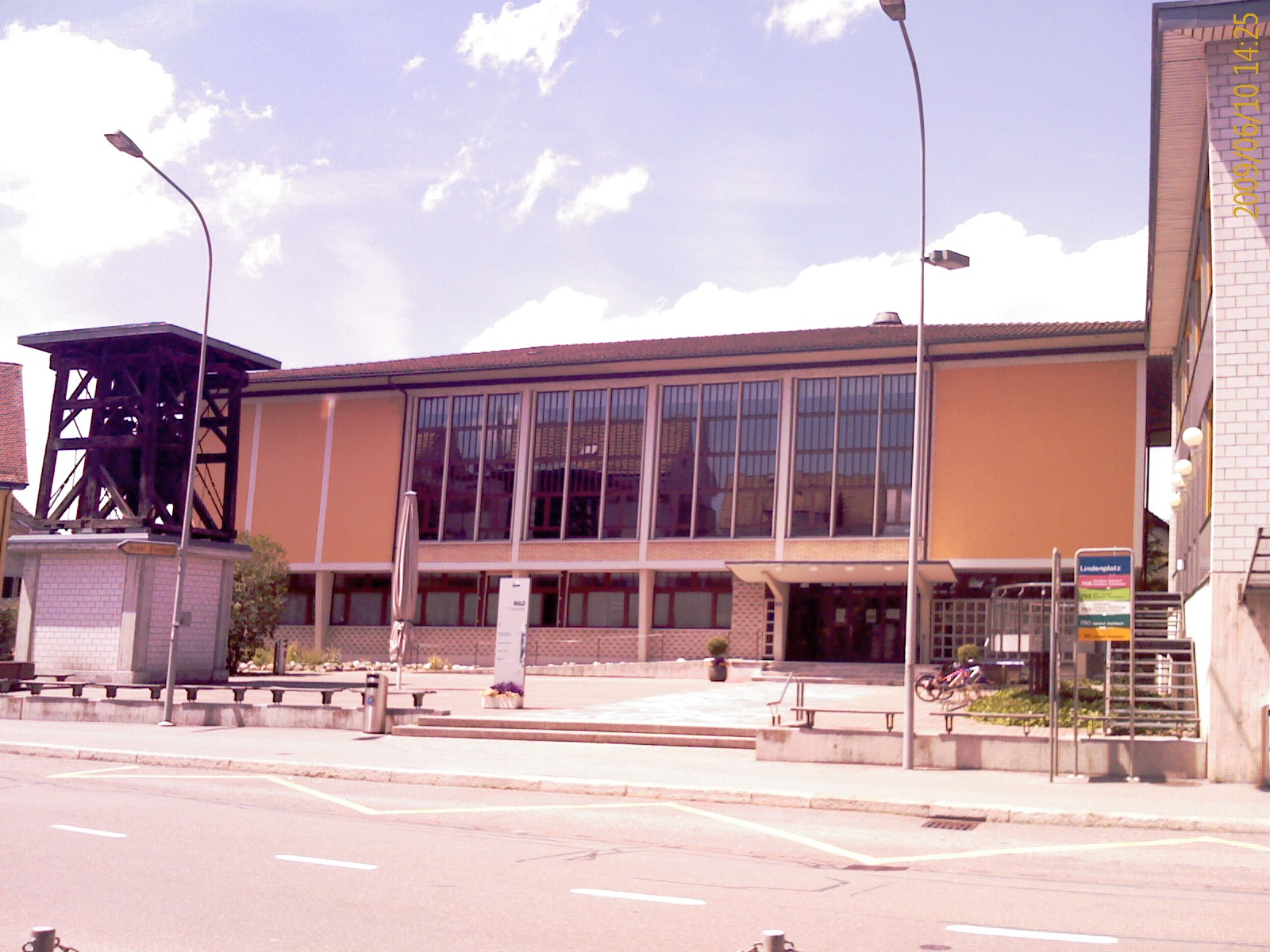
Das ReZ in Dübendorf von 1953

## Leben
Stock stammte aus Mastrils im Kanton Graubünden, lebte und wirkte dann aber zeitlebens in der Region Zürich. Sein bekanntestes Werk ist die gemeinsam mit Hans Fischli entworfene Mustersiedlung «Gwad» in Wädenswil im Stil des Neuen Bauens. 1934 heiratete er die jüdische Literaturagentin und Widerstandskämpferin Ruth Liepman, was ihr eine Aufenthaltsgenehmigung in der Schweiz verschaffte und sie vor der Deportation bewahrte.

## Werke (Auswahl)
- 1942–1944 Siedlung Gwad, Wädenswil (mit Hans Fischli)
- 1945–1947 Siedlung «Grüzen», Dübendorf
- 1949–1953 Reformiertes Kirchgemeindezentrum ReZ, Dübendorf